# Pandemonium 2
Pandemonium 2 (Miracle Jumpers в Японской версии) — психоделический платформер, разработанный Crystal Dynamics для платформ PlayStation и Microsoft Windows. Является сиквелом игры Pandemonium.

## Сюжет
Когда напитанная магией "Комета Неограниченных Возможностей" начинает путь через землю Лир впервые за 300 лет, колдунья Никки решает,  что похищение источника этой магии — куда более быстрый путь обретения мощи, чем обучение. Но злая Королева Zorrscha также имеет виды на комету. Никки и Фаргус, придворный шут-пироман, отправляются к своей цели наперегонки с королевой.
Концовка игры зависит от того, за какого персонажа был сыгран финал. Если завершить игру за Никки, она получает контроль над вселенной. Фаргус в своей концовке создаёт мир, в котором все предметы имеют его лицо, а сам становится солнцем.

## Геймплей
Pandemonium использует так называемый "2.5D"-геймплей. Хотя в игре присутствует полигональная 3D-графика, геймплей происходит в 2D-пространстве. Игроки могут выбирать между Никки и Фаргусом — у каждого персонажа свои особенности — с возможностью смены для каждого уровня. По мере прохождения игроки могут зарабатывать дополнительные жизни, собирая сокровища, которые также активируют бонус уровень "Boarder Run". Неудача в "Boarder Run" не будет стоить игроку жизни, успешное завершение бонус-уровня даст игроку как минимум одну дополнительную жизнь.
Уникальные силы, собранные на протяжении игры, могут заменять, расширять или добавлять прежние силы, в зависимости от персонажа, находящегося в игре и получившего силу. Персонажи используют уникальные силы по-разному. Например, "сила огня" позволяет Никки стрелять разрушительными огненными шарами, предоставляя при этом Фаргусу неуязвимость и способность уничтожать врагов прикосновением, но вынуждая его постоянно двигаться вперёд. Машины и различное оборудование также доступны на протяжении всей игры, хотя и привязаны к определённым областям.
Если игрок соберёт +80% сокровищ на уровне, у него появится доступ к бонус-уровню "Boarder Run", где он должен скользить по прямой, собирая сокровища и оставаясь впереди преследующего вихря.
Игрок начинает с четырьмя очками здоровья. Посредством бонусов шкала здоровья может быть расширена максимум до 16 очков. Для достижения максимума хит-пойнтов игрок должен найти одну из нескольких "частиц жизни" в скрытых областях игры. Когда все очки потеряны, персонаж теряет жизнь и возвращается к последнему чекпойнту. Когда все жизни потеряны, игра окончена, достижения утеряны.